# 犬戎攻周之戰
犬戎攻周之戰，又稱犬戎之禍，發生於前771年，申侯联合缯国和犬戎攻打周朝，以致周幽王被殺，標誌著西周時期結束。

## 背景
周幽王三年（前779年），美女褒姒入宮，得到幽王寵愛，並生下一子名為伯服。於是幽王在前778年廢其正室申后與太子宜臼，改立褒姒為后，以其子伯服做太子。周幽王时期，西申国是一个强大的靠近周都的诸侯，并且申侯把女儿嫁给了周幽王，想进一步做大。然而周幽王废掉了申侯的外孙宜臼，册立了没有任何背景的褒姒之子伯服。太子宜臼投奔西申，在外祖父那里寻求庇护。申侯立其为“天王”，公然与周幽王对抗。

### 烽火戲諸侯
据《史記》描述，褒姒不愛笑，幽王為博美人一笑，試過許多方法都不成功，最後想到「烽火戲諸侯」的把戲，舉烽火將諸侯軍隊引來，自己則與褒姒觀看他們發覺沒有敵軍時的醜態，褒姒終於大笑起來。使幽王在喜悅褒姒一笑後，屢次舉烽火，而又沒有敵軍，從此失去諸侯對他的信任，使諸侯不再理會他舉烽火，以至兵败身死。錢穆的《國史大綱》认为烽火戲諸侯是虛構的内容，并非真实存在。因为周幽王时期长城尚未出现，并且烽火不能让诸侯及时赶到。

## 过程及后续
前771年，申侯串連繒國與西夷犬戎進攻幽王。清华简则记载，周幽王发兵攻打申国在先，申国联合犬戎反败周王。
最後幽王，太子伯服以及此战中支持周王的郑国的初代君主鄭桓公皆在驪山下被殺，褒姒被擄走後下落不明，犬戎「盡取周賂而去」。
战后，申侯、缯侯及许文公在申国立宜臼为周天子，即周平王。而有贵族虢公在携地另立周幽王之子余臣为王，史称周携王。周朝进入长达十二年的二王并立时期。后周携王被杀，周平王从申国北上至雒邑，史称平王東遷。犬戎之禍為西周與東周的歷史分界事件。